# Lepilemur sahamalaza
O lêmure-saltador-de-sahamalaza (Lepilemur sahamalaza) é um lêmure descoberto recentemente na província de Mahajanga, Madagascar. Seu nome deriva da área onde ele é encontrado, a península de Sahamalaza.
A coloração da pelagem é variada, possivelmente dependendo da idade do animal. A face é essencialmente cinza. A cauda varia do castanho ao marrom. Ombros e braços são predominantemente castanhos.